# Quintana (genre)
Pour les articles homonymes, voir Quintana.
Genre
Espèce
Quintana est un genre de poissons de la famille des Poeciliidae, il est monotypique, ne regroupant qu'une seule espèce, Quintana atrizona.

## Liste des espèces
Selon Fishbase :
- Quintana atrizona Hubbs, 1934